# Bund der Polen in Belarus
Der Bund der Polen in Belarus (polnisch Związek Polaków na Białorusi, belarussisch Саюз Палякаў Беларусі) ist eine Organisation der polnischen Minderheit in Belarus, Sitz der Organisation ist Hrodna.
Der polnischen Minderheit in Belarus gehören mehr als 400.000 Menschen an. Der Sitz der Organisation, Hrodna, liegt an der Grenze zu Polen und Litauen, wo über 25 Prozent der Bevölkerung polnischer Herkunft ist. Die Organisation ist mit 25.000 Mitgliedern die größte Nichtregierungsorganisation in Belarus. Sie setzt sich mit zwei Schulen, 16 Kulturhäusern und einer Vielzahl von Vereinen für die Wiederbelebung der polnischen Sprache und Tradition in Belarus ein.
Seit 2005 existieren zwei Vorstände. Der legal von den Mitgliedern gewählte, aber von der belarussischen Regierung nicht anerkannte Vorstand befindet sich im Exil in Polen. An seiner Stelle fungiert ein von der belarussischen Regierung vorgeschlagener Vorstand. Dieser wird wiederum von der polnischen Regierung nicht anerkannt.
Die Organisation erregte internationales Aufsehen, als ihr die belarussische Lukaschenko-Regierung unterstellte, eine Farbrevolution ähnlich der in der Ukraine, Georgien oder in Kirgisistan anzuzetteln.
Im März 2021 wurden die Organisationsleiterin Andżelika Borys, Andrzej Poczobut und andere Aktivisten der polnischen Minderheit festgenommen und wegen „Anstiftung zum Hass“ angeklagt. Im März 2022 wurde Borys aus der Haft entlassen; im April 2023 wurde das Strafverfahren gegen sie eingestellt. Poczobut wurde im Februar 2023 zu acht Jahren Strafkolonie verurteilt.
Am 30. Dezember 2021 erkannte das Leninsky-Bezirksgericht in Hrodna die Website des Bundes der Polen als extremistisches Material an. Im Frühjahr 2024 erklärte der KGB die Website, die inzwischen nicht mehr das Portal der Bund der Polen von Belarus war, zur „extremistischen Gruppe“.